# Two Lips
 (mars 2025).
Si vous disposez d'ouvrages ou d'articles de référence ou si vous connaissez des sites web de qualité traitant du thème abordé ici, merci de compléter l'article en donnant les références utiles à sa vérifiabilité et en les liant à la section « Notes et références ».
Albums de Dan Castellaneta
I Am Not Homer
Two Lips est le premier album de comédie de l'acteur américain Dan Castellaneta, avec la participation occasionnelle de Deb Lacusta. Il sort en 2000 chez Oglio Records. L'album est une collection de sketches humoristiques écrits et performés par Dan Castellaneta et Deb Lcasuta.

## Liste des pistes
Les quatorze pistes de cet album sont :
| 1.    | Dog Who' Chasing After a Ball | 2:13 |
| 2.    | Deborah                       | 2:15 |
| 3.    | Rainbow Colored Cloud         | 3:30 |
| 4.    | Take a Little Time            | 2:35 |
| 5.    | Blue Moon Pie                 | 3:38 |
| 6.    | The Harlequin                 | 3:32 |
| 7.    | Disillusion Street            | 4:15 |
| 8.    | No One Around                 | 2:46 |
| 9.    | Through It All There Is Love  | 3:57 |
| 10.   | Ostrich Avenue                | 2:37 |
| 11.   | Tulips                        | 2:42 |
| 12.   | Feet On the Ground            | 2:40 |
| 13.   | Under the Peppertree          | 2:25 |
| 14.   | Searching for Ramone          | 4:55 |
| 44:00 |                               |      |